# Vågå
Vågå é uma comuna da Noruega, com 1 349 km² de área e 3 800 habitantes (censo de 2004).         

## Filhos da terra
- Gyrid Axe Øvsteng (1974) - dramaturga